# (6632) Scoon
(6632) Scoon es un asteroide perteneciente al cinturón de asteroides descubierto el 29 de octubre de 1984 por Edward Bowell desde la Estación Anderson Mesa (condado de Coconino, cerca de Flagstaff, Arizona, Estados Unidos).

## Designación y nombre
Designado provisionalmente como 1984 UX1. Nombrado en honor a George E.N. Scoon (n. 1936). Nacido en Granada, Indias Occidentales, Scoon estudió en los Países Bajos y el Reino Unido en los campos de ingeniería de telecomunicaciones, gestión general y administración de empresas. Actualmente trabaja en la División de Proyectos Científicos Futuros de la Agencia Espacial Europea en Noordwijk. Con su inteligencia y energía, ha promovido y continúa promoviendo la exploración del sistema solar en Europa y la cooperación entre las principales agencias espaciales. Misiones como Vesta, Cassini-Huygens, Moro, Marsnet y la Mercury Orbiter, piedra angular de la ESA, encontraron un partidario entusiasta y competente en Scoon, con quien la comunidad de la ciencia espacial tiene una deuda de gratitud.

## Características orbitales
Scoon está situado a una distancia media del Sol de 2,413 ua, pudiendo alejarse hasta 2,697 ua y acercarse hasta 2,129 ua. Su excentricidad es 0,118 y la inclinación orbital 6,995 grados. Emplea 1368,94 días en completar una órbita alrededor del Sol.
Pertenece a la familia de asteroides de (4) Vesta.

## Características físicas
La magnitud absoluta de Scoon es 13,92. Tiene 3,686 km de diámetro y su albedo se estima en 0,430.